# Arneholmen
Arneholmen est une île norvégienne du comté de Vestland appartenant administrativement à Fitjar.

## Description
Rocheuse et couverte en partie d'arbres, à fleur d'eau, elle s'étend sur environ 274 m de longueur pour une largeur approximative de 143 m. 